# 질광혈량측정
질광혈량측정(膣核光血量測定, Vaginal photoplethysmograph)은 질을 흐르는 혈량을 빛을 이용해서 측정하는 방법이다. 여성의 성적 각성을 측정할 수 있다. 측정기를 질 광도계(vaginal photometer)라고 부른다.

## 같이 보기
- 광혈량도
- 음경혈량측정
- 음핵광혈량측정